# Bashir Ahmed
Bashir Ahmed (né le 23 décembre 1934) est un joueur de hockey sur gazon pakistanais. Il participe aux Jeux olympiques d'été de 1960 et remporte le titre olympique.

## Palmarès

### Jeux olympiques
- Jeux olympiques de 1960 à Rome, Italie
  -  Médaille d'or.